# Одеса-Кіно (мережа кінотеатрів)
Одеса-кіно — мережа кінотеатрів в Україні. Перший кінотеатр від мережі відкрили в Одесі 1999 року. Станом на початок 2017 року мережа «Одеса-кіно» налічувала 3 кінотеатри у Одесі та один у Києві, разом в яких розміщувалося 16 екранів..
Мережа «Одеса-кіно» відома своїм упередженим ставленням до української мови та тим, що засновник та власник мережі медіамагнат Артем Вознюк має українофобські та проросійські погляди та у 2006 році був одним з найзапекліших противників впровадження обов'язкового українського дублювання в кінотеатрах України. Зокрема, у 2007 році власник мережі «Одеса-кіно» відмовився підписувати меморандум Міністерства Культури та Туризму України «Щодо дублювання фільмів українською мовою» і заявив, що вимагає повернення російського дубляжу в кінотеатри Одеси. Пізніше, у 2010, незабаром після скасування урядом Миколи Азарова обов'язкового дублювання іноземних фільмів українською та дозволом дублювання їх російською, мережа «Одеса-кіно» одна з перших перестала показувати фільми з українським дубляжем та відновила покази фільмів з російським озвученням, Двома роками пізніше, у 2012, власник мережі Артем Вознюк заявив, що відтепер планує показувати якомога більше кінострічок дубльованих російською.

## Кінотеатри
Одеса
- Кінотеатр Родіна Кількість екранів: 3, на 489, 185 та 56 місць (1999 рік — перший зал, 2001 рік — другий зал, 2018 - третій зал)
- Кінотеатр Москва Кількість екранів: 1, на 595 місць (2001 рік)
- Кінотеатр Кіностар в ТЦ Рів'єра. Кількість екранів: 9, на ? місць (27 грудня 2014 року)

Київ
- Кінотеатр Одеса-Кіно Квадрат в ТЦ Квадрат. Кількість екранів: 4, на 154 в кожному; 616 місць загалом. (2009 рік)

## Колишні члени мережі Одеса кіно
- Кінотеатр Звьоздний (Зірковий), м. Одеса. Кількість екранів: 2, на 540 та ? місць (Проіснував з 1975 по 2014 роки, коли кінотеатр вийшов з мережі Одеса-Кіно)
- Кінотеатр Одеса-Кіно Караван в ТЦ Караван, м. Київ. Кількість екранів: 5, один на 475 місць, два на 170 місць, та два на 90 місць; загалом мав 1024 місць (Проіснував з липня 2006[10] по серпень 2013 року,[11] коли кінотеатр перейшов у мережу Мультіплекс).
- Мультиплекс КіноСтанція в ЦП Дафі. м. Дніпро. Кількість екранів: 4, загалом вміщає 817 місць (Проіснував з 2005 року по 2016 рік коли кінотеатр перейшов у мережу Мультіплекс).
- Кінотеатр Одеса-Кіно Україна в ТЦ Україна. м. Київ Кількість екранів: 4, на 127 місць в кожному (Проіснував з 2004 року по 2016 рік коли кінотеатр закрився).
- Кінотеатр Одеса-Кіно UNION в ТЦ UNION, м. Кривий Ріг. Кількість екранів: 4, на ? місць в кожному (Проіснував з ? по 2017 рік коли кінотеатр перейшов у мережу Мультіплекс)).

## Власники
Засновником та власником кінотеатральної мережі Одеса-Кіно є медіамагнат та українофоб Артем Вознюк. Серед його одіозних заяв, наприклад, заклик «воювати за російську мову» та заклик «гнати мітлою нациків».

## Скандали
У 2007 році власник мережі «Одеса-кіно» відмовився підписувати меморандум Міністерства Культури та Туризму України «Щодо дублювання фільмів українською мовою» і заявив, що вимагає повернення російського дубляжу в кінотеатри Одеси. Пізніше, у лютому 2007 року найбільші кіномережі представлені в Одесі («Одеса-кіно», «Уточкіно-Золотий Дюк» та «Сінема Сіті») планували приєднатися до протесту власника кіномережі Multiplex Антона Пугача проти наказу Міністерства культури про обов'язкове озвучення українською іншомовних кінопрокатних фільмів, однак в останній момент протест в Одесі скасували, оскільки мережі «Одеса-кіно» та «Уточкіно-Золотий Дюк» не підтримали оголошену акцію протесту кінотеатру «Сінема Сіті». Тоді ж у 2007 кінотеатри мережі "Одеса-кіно" відкрито порушували закони України демонструючи фільми у своїй кіномережі виключно з російським дубляжем, зокрема фільм "Астерікс на Олімпійських іграх" тощо.
У 2010, незабаром після скасування урядом Миколи Азарова обов'язкового дублювання іноземних фільмів українською та дозволом дублювання їх російською, мережа «Одеса-кіно» одна з перших перестала показувати фільми з українським дубляжем та відновила покази фільмів з російським озвученням, а через декілька років, у 2012, власник мережі Артема Вознюка заявив, що в зв'язку з скасуванням обов'язкового українського дубляжу, він планує показувати якомога більше кінострічок дубльованих російською у своїй кіномережі «Одеса-кіно».

## Логотип

Старий логотип, який використовували з 1999 по 2014 рік.